# Economia da Guatemala
A Economia da Guatemala baseia-se predominantemente na agricultura. Um quarto do Produto interno bruto (PIB), dois terços das exportações e metade da força de trabalho do país concentram-se no campo. O país é o mais populoso da América Central, e seu PIB per capita é de cerca de um terço do da Argentina, Brasil e Chile. Café, açúcar e bananas são os principais produtos exportados, principalmente para países próximos como El Salvador, Honduras e México. A assinatura dos acordos de paz, em 1996, terminou com 36 anos de guerra civil, removendo um grande obstáculo para o investimento estrangeiro, e desde então, seguidas reformas importantes e de estabilização macroeconômica foram levantadas pela Guatemala. Em 1 de julho de 2006, o Acordo de Livre Comércio da América Central (CAFTA) entrou em vigor, estimulando o comércio entre os Estados Unidos e a Guatemala, além do aumento de investimentos no setor de exportação. A distribuição de renda continua a ser muito desigual, com 12% da população vivendo abaixo da linha de pobreza internacional. A maior comunidade de trabalhadores guatemaltecos que exercem atividade profissional fora do país encontra-se nos Estados Unidos.
O Produto Interno Bruto (PIB) da Guatemala em 1990 foi estimado em US$ 19,1 bilhões de dólares, com crescimento de cerca de 3,3%. Dez anos mais tarde, em 2000, subiu de 1% a 4% e, em 2010, diminuiu para 3%, conforme dados do Banco Mundial. Após a assinatura do acordo de paz final em dezembro de 1996, a Guatemala posicionou-se mais rápido no crescimento econômico ao longo dos 10 anos seguintes.
A economia da Guatemala é dominada pelo setor privado, que gera cerca de 85% do PIB nacional. A maioria da fabricação é montagem de luz e de processamento de alimentos, voltado para o uso domésticos, abastecendo principalmente os mercados dos Estados Unidos e outros países vizinhos da América Central. Em 1990, a taxa de participação da força de trabalho para as mulheres foi de 42%, ocorrendo um aumento de 1% em 2000, quando se registrou 43%. Em 2010, a participação de mulheres aumentou para 51%. Para os homens, a representação no trabalho em 1990 foi de cerca de 89%, em 2000 caiu para 88% e em 2010 aumentou para 90%. Em termos de auto-emprego, a percentagem para os homens é cerca de 50%, enquanto as mulheres ocupam cerca de 32%. Ao longo dos últimos anos, o turismo e as exportações de têxteis, vestuário e produtos agrícolas não tradicionais, tais como vegetais de inverno, frutas e flores, tiveram um boom econômico, enquanto as exportações mais tradicionais, como o açúcar, bananas e café continuam a representar uma grande parcela do mercado de exportação. Ao longo dos últimos vinte anos, a percentagem das exportações de bens e serviços tem aumentado. Em 1990, foi de 21% e em 2000 foi de 20%. Ele voltou a aumentar em 2010, para 26%. Por outro lado, o nível de importações de bens e serviços tem aumentado continuamente. Em 1990, as importações de bens e serviços foi de cerca de 25%. Em 2000, aumentou para 29%, e em 2010 um novo aumento para 36%.

## Comércio exterior
Em 2020, o país foi o 86º maior exportador do mundo (US $ 11,1 bilhões, 0,1% do total mundial). Na soma de bens e serviços exportados, chega a US $ 13,5 bilhões, ficando em 88º lugar mundial. Já nas importações, em 2019, foi o 73º maior importador do mundo: US $ 19,8 bilhões.

## Setor primário

### Agricultura

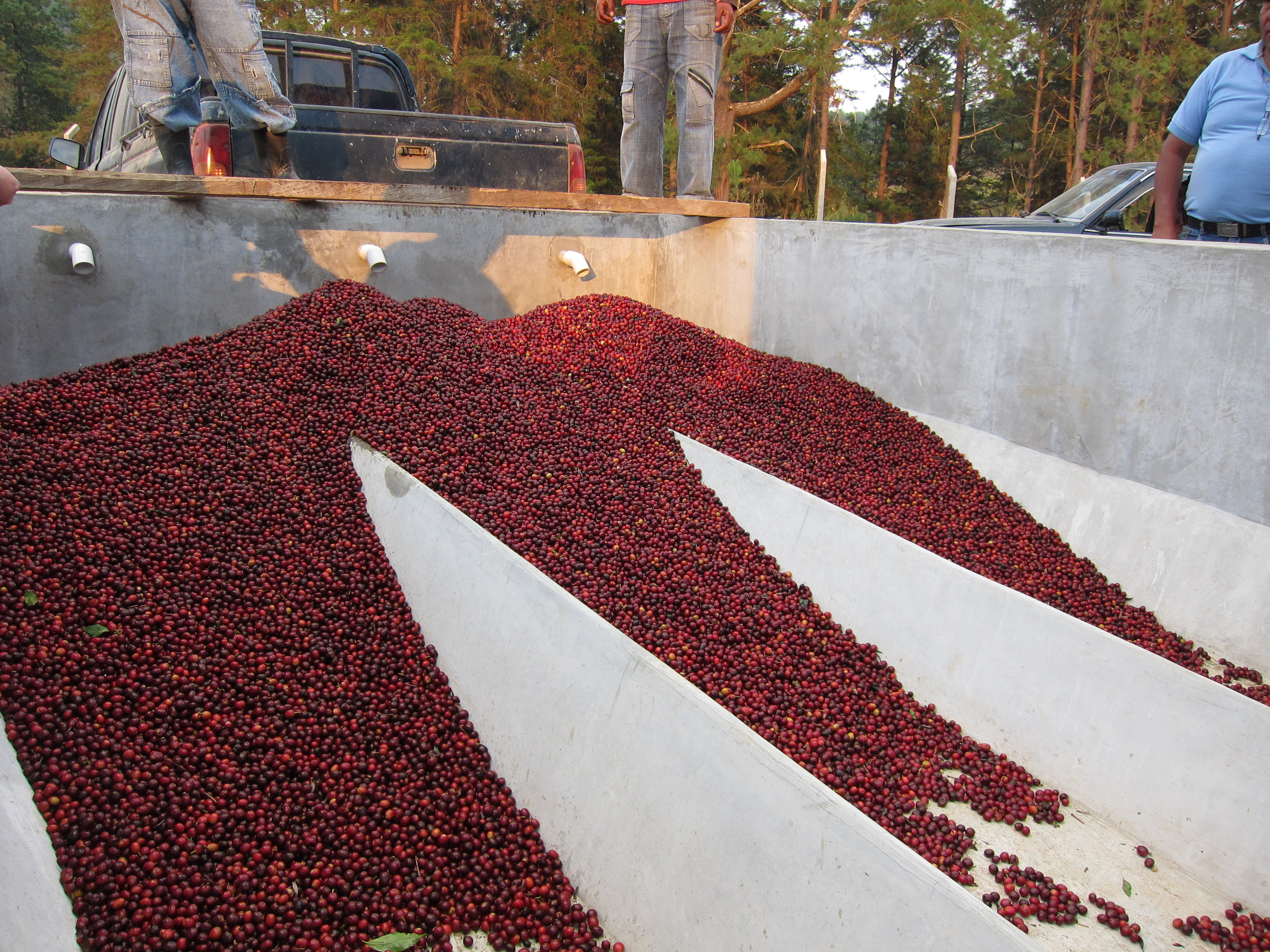
Colheita de café na Guatemala

A Guatemala é um dos 10 maiores produtores mundiais de café, cana-de-açúcar, melão e borracha natural, e um dos 15 maiores produtores de banana e óleo de palma.
A Guatemala produziu, em 2018, 35,5 milhões de toneladas de cana-de-açúcar e 4 milhões de toneladas de banana. Além disso, produziu no mesmo ano 2,3 milhões de toneladas de óleo de palma, 245 mil toneladas de café, 1,9 milhão de toneladas de milho, 623 mil toneladas de melão, 312 mil toneladas de abacaxi, 564 mil toneladas de batata, 349 mil toneladas de borracha, 331 mil toneladas de tomate, 253 mil toneladas de feijão, 124 mil toneladas de abacate, 124 mil toneladas de limão, 177 mil toneladas de laranja, 120 mil toneladas de couve-flor e brócolis, 93 mil toneladas de mamão, 107 mil toneladas de melancia, 98 mil toneladas de cenoura, 75 mil toneladas de repolho, 84 mil toneladas de alface e chicória, 38 mil toneladas de cardamomo além de produções menores de outros produtos agrícolas.

### Pecuária
Na pecuária, a Guatemala produziu, em 2019: 234 mil toneladas de carne de frango; 179 mil toneladas de carne bovina; 65 mil toneladas de carne suína; 507 milhões de litros de leite de vaca, entre outros.

## Setor secundário

### Indústria

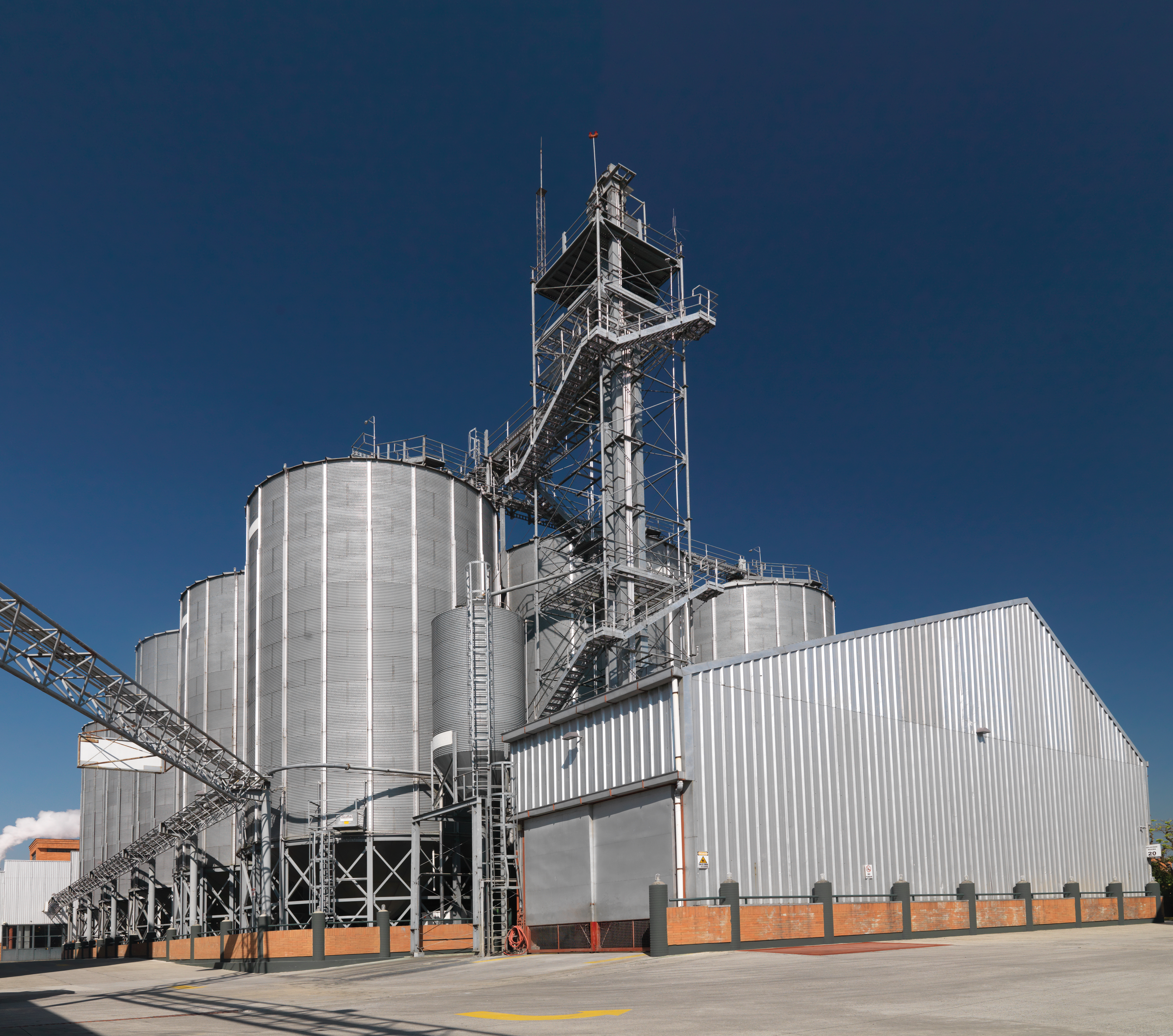
Fábrica de cerveja na Guatemala

O Banco Mundial lista os principais países produtores a cada ano, com base no valor total da produção. Pela lista de 2018, a Guatemala tinha a 68ª indústria mais valiosa do mundo (US $ 10,5 bilhões).
Em 2019, o país não produzia veículos. Em 2019 não estava entre os 40 maiores produtores de aço.
O país industrializa basicamente alimentos, para exportação. Produz principalmente açúcar, processa a borracha natural, fabrica móveis, têxteis e alguns produtos químicos.

#### Energia

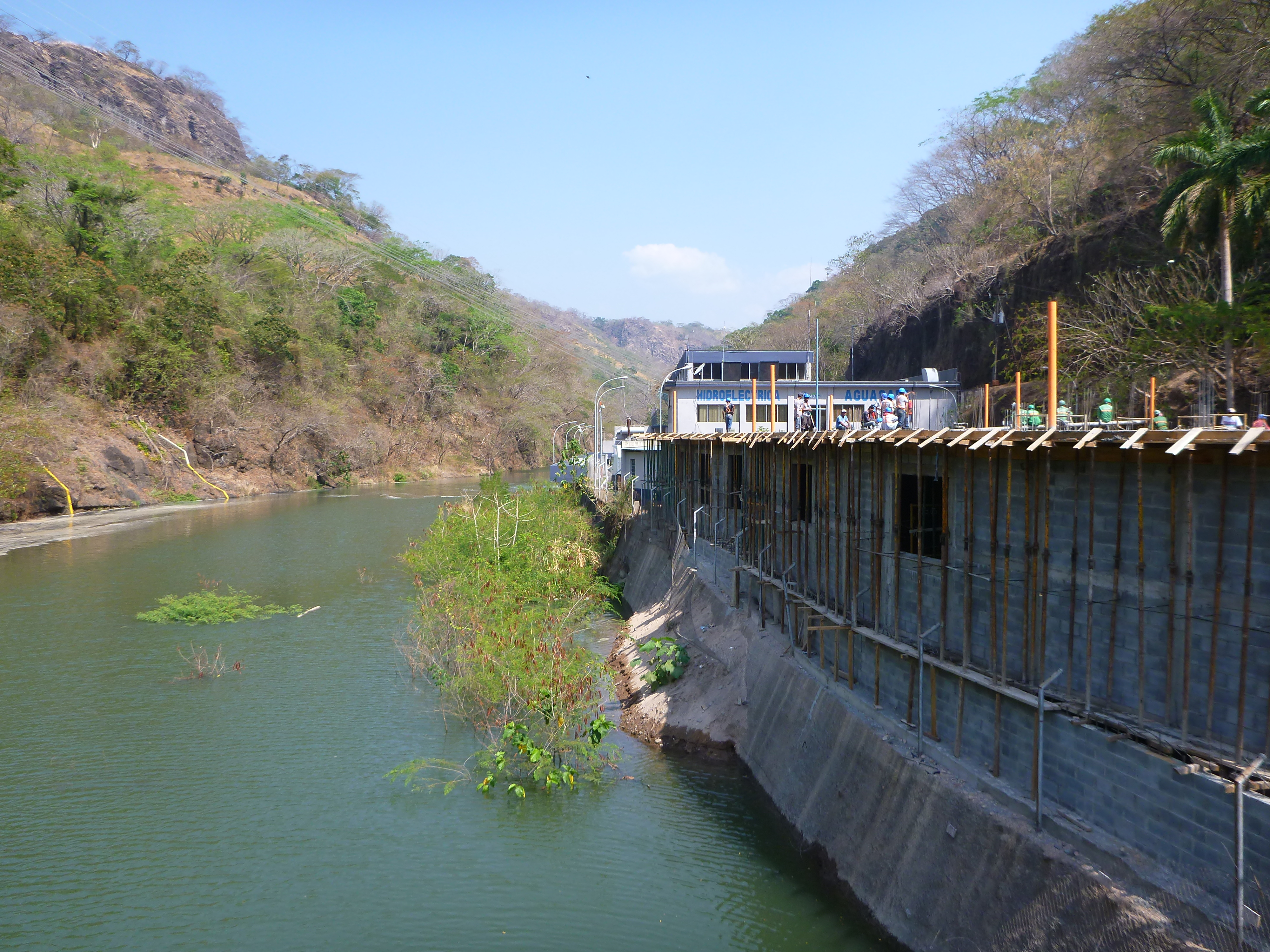
Hidrelétrica guatemalteca

Nas energias não-renováveis, em 2020, o país era o 79º maior produtor de petróleo do mundo, extraindo 7,7 mil barris/dia. Em 2011, o país consumia 84 mil barris/dia (82º maior consumidor do mundo). Em 2015, o país não produzia gás natural. O país não produz carvão.
Nas energias renováveis, em 2020, a Guatemala não produzia energia eólica do mundo, com 0,1 GW de potência instalada, e o 78º maior produtor de energia solar do mundo, com 0,1 GW de potência instalada.

### Mineração
Em 2019, o país era o 13º maior produtor mundial de antimônio O país tinha uma produção de ouro entre 7 a 11 toneladas até 2011, mas caiu a quase zero ao longo dos anos. Em 2017 o país só havia produzido 0,17 tonelada.

## Setor terciário

### Turismo
Em 2018, a Guatemala teve 1,7 milhões de turistas internacionais. As receitas do turismo, neste ano, foram de US $ 1,5 bilhões.